# Franz Joseph Häcker
Franz Joseph Häcker (* 24. November 1777 in Würzburg; † 18. November 1851 in München) war ein deutscher Jurist und Politiker.

## Leben

### Werdegang
Franz Joseph Häcker war der Sohn eines Gutsbesitzers in Obergailnau und hatte später seine Wohnsitze in Würzburg und München.
1793 immatrikulierte er sich zu einem Studium der Rechtswissenschaften an der Universität Würzburg. Er wurde, nach Beendigung des Studiums, 1801 Administrator des Klosters St. Stephan in Würzburg; 1803 erlangte er bei Johann Baptist Aloys Samhaber (1754–1814) das Lizenziat jur. beider Rechte.
1804 wurde er Privatdozent an der Universität Würzburg und im selben Jahr Landrichter in Aub sowie im darauffolgenden Jahr Landrichter in Kitzingen.
Von 1806 bis 1819 war er Landrichter in Rothenburg ob der Tauber, wurde 1824 Stadtgerichtsdirektor in München und 1827 Ministerialrat beim Staatsministerium der Justiz.
Nachdem er 1826 Honorarprofessor an der Universität München wurde, erfolgte dort 1835 seine Ernennung zum ordentlichen Professor für Strafrecht.
Er war im Vorstand des Königlichen Zentral-Schulbuchverlags.
Franz Joseph Häcker war auch Redakteur der Gesetzes- und Regierungsblätter sowie des Hof- und Staatshandbuchs.
1851 wurde er in den Ruhestand versetzt.

### Politisches Wirken
Franz Joseph Häcker war von 1819 bis 1831 für den Rezatkreis im 1. und 2. Bayerischen Landtag in der Kammer der Abgeordneten und war von 1819 bis 1822 führend auf der konservativen Seite im Landtag bevor er von 1825 bis 1828 führendes Mitglied der gemäßigten Liberalen war; er bildete den Mittelpunkt der Abgeordneten aus dem Rezatkreis.
Gemeinsam mit Johann Martin Karl Vetterlein (1786–1849) und Johann Evangelist von Reindl bildete er das „ministerielle Kleeblatt“.
Er gehörte in der 1. und 2. Wahlperiode der Deputation zur Anzeige der Konstituierung der Kammer der Abgeordneten und der Deputation zur Überreichung der Dankadresse an.
Von 1819 bis 1827 war er 1. Sekretär im Präsidium der Kammer der Abgeordneten und darauf bis 1831 als 2. Sekretär im Präsidium; von 1828 bis 1831 war er 2. Präsident im Präsidium.
1819 machte er, im Rahmen der Debatten um das Finanzgesetz, den Vorschlag, die Finanzierung der Universität Landshut nicht mit den Mitteln des Innenministeriums zu gewährleisten, sondern hierfür den Etat des Hofes zu verwenden. Er begründete seinen Vorschlag, damit, dass die Universität den Großteil der Finanzmittel nicht für wissenschaftliche Arbeiten verwende, sondern diese Ausgaben die königlichen Sammlungen betreffen würden und diese Kosten sollten nicht dem Volk auferlegt werden. Er empfahl in gleicher Sache die Verlegung von Landshut nach München. Im Juli 1819 schlossen sich die beiden Kammern der Ständeversammlung der Empfehlung an.
Er war von 1825 bis 1831 in der Staatsschuldentilgungskommission und dort stellvertretender Staatsschuldentilgungskommissar.

## Schriften (Auswahl)
- De eo, quod in modo concludendae pacis Lunevillensis a ratione in pace Rastadiensi anno MDCCXIV. observata aberrat. Würzburg, 1803 (Digitalisat).
- Ueber das oberste Princip der Strafwürdigkeit. Würzburg, 1803 (Digitalisat).
- Ueber die Getraid Theuerung in den Jahren 1816. und 1817. Nürnberg, 1818 (Digitalisat).
- Rede gehalten am 8. August 1819. an dem Grabe des Königlich Baierischen Verwaltungsraths in Rothenburg und Abgeordneten zur zweiten Kammer der Stände-Versammlung des Königreichs Baiern Johann Daniel Walther. Rothenburg, 1821 (Digitalisat).